# Snow White and the Three Stooges (película de 1961)
Snow White and the Three Stooges (Blancanieves y los tres vagabundos en España y Blancanieves y los Tres Chiflados en Hispanoamérica). Es una película musical, de comedia y de fantasía basada en el clásico cuento de hadas Blancanieves, según la versión de los Hermanos Grimm.

## Historia
Adaptación del clásico cuento infantil de los hermanos Grimm. Comedia musical y de fantasía protagonizada por los tres humoristas llamados "Los Tres Chiflados", que interpretan el papel de "Los Tres Vagabundos" que deberán cuidar a Blancanieves, una princesa patinadora sobre hielo y también deberán protegerla de su malvada madrastra, la Reina Malvada.